# 24 (singel Jem)
24 – piosenka z gatunku trip-hop wydana jako czwarty i ostatni singel promujący album Finally Woken. Piosenka została użyta w serialu telewizyjnym Las Vegas. 24 miało być nagrane w językach kantońskim i mandaryńskim dla Karen Mok.

## Lista utworów
1. 24 (Radio Remix)
2. 24 (Album Version)